# Parc national du Bosland
Le parc national du Bosland est une vaste zone boisée située au nord-ouest de la province belge du Limbourg dans la Région flamande. Il comprend les réserves naturelles publiques de Lommel, Hechtel-Eksel et Pelt. Créé en 2023,, le parc national du Bosland s'étend sur 5 032 ha. Les réserves du parc appartiennent aux trois communes, à des propriétaires privés et à l'Agence Nature et Forêts du Gouvernement flamand.

## Création et description
L'initiative pour le Bosland a été lancée par la ministre flamande de l'Environnement Hilde Crevits. Le Bosland devait devenir non seulement la forêt la plus grande mais aussi la plus adaptée aux enfants, une forêt où les loisirs et la gestion durable des forêts sont essentiels. Une forêt d'une telle taille pouvant absorber de grandes quantités de CO2, cela aiderait le nord du Limbourg à devenir neutre en CO2 d’ici 2030.
Les barrières spatiales telles que les voies ferrées et les autoroutes seront surmontées au moyen de passerelles et d'écoducs. De cette manière, une grande zone contiguë est créée pour la flore et la faune. Les passerelles piétonnes sont fabriquées à partir de bois labellisé FSC issu de forêts produisant de manière durable.
Les terres forestières font partie du paysage régional de la Basse Campine, qui comprend les forêts du nord et de l'ouest de la province du Limbourg. Le 13 octobre 2023, le parc a été reconnu parc national par le gouvernement flamand.

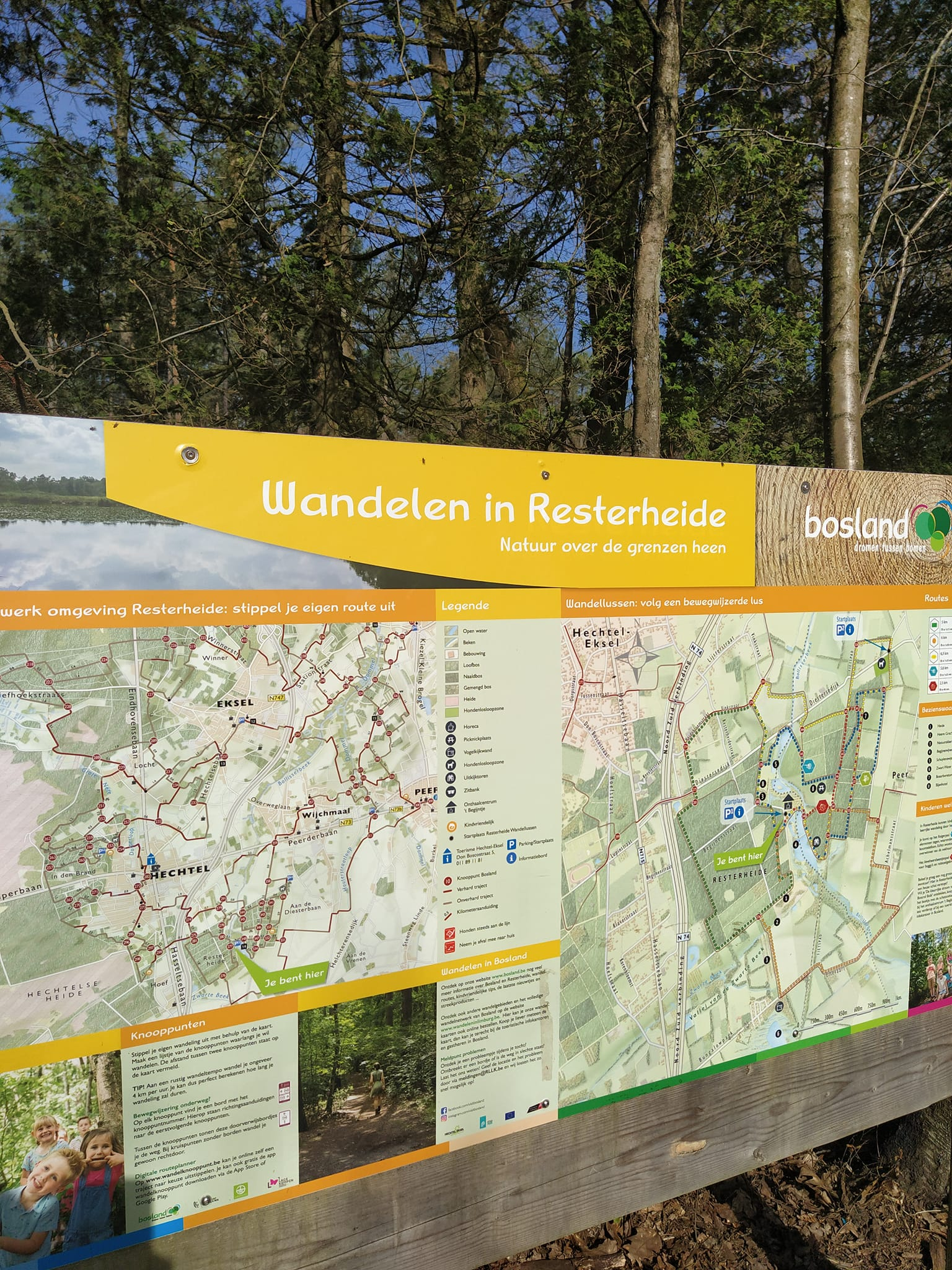
Sentiers

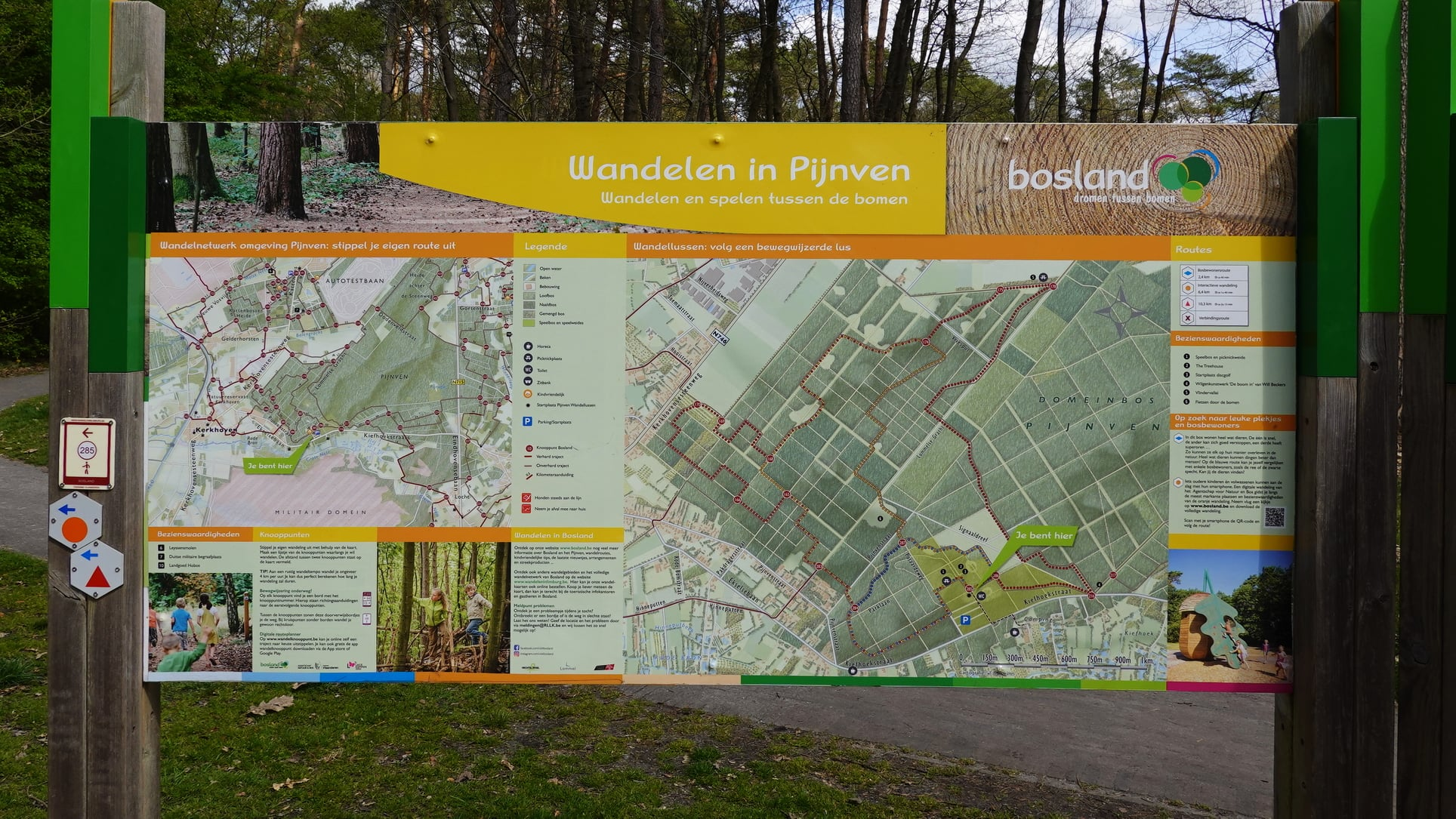
Plan

Certaines parties des terres forestières sont protégées au niveau européen dans le cadre du Réseau Natura 2000.
La Journée du Parc est un événement annuel belge et néerlandais qui a lieu le dernier dimanche de mai ou le premier dimanche de juin, pour faire (re)découvrir les parcs .

## Faune et flore
Les terres sont constituées en grande partie de landes et de marais. Ce paysage plutôt rare n’est pas naturel, mais il est important pour la conservation des espèces. En divers endroits, les landes sont pâturées de manière traditionnelle par des moutons.
Le Bosland abrite des espèces comme l'alouette des bois, le papillon vert, l'aigle commun, le champignon de bruyère et le genévrier. De grands mammifères comme les cerfs et les sangliers y trouvent également leur habitat. Certaines sous-zones sont protégées en tant que zone de la directive Habitats ou zone de la directive Oiseaux.
Le couple de loups Naya et August ont choisi le Bosland comme habitat depuis 2018.